# Vòng loại Giải vô địch bóng đá châu Âu 2024 (Bảng C)
Bảng C của Vòng loại giải vô địch bóng đá châu Âu 2024 là một trong 10 bảng để quyết định đội sẽ vượt qua vòng loại cho vòng chung kết Giải vô địch bóng đá châu Âu 2024 diễn ra tại Đức. Bảng C bao gồm 5 đội: Anh, Ý, Malta, Bắc Macedonia và Ukraina. Các đội tuyển sẽ thi đấu với nhau mỗi trận khác trên sân nhà và sân khách với thể thức đấu vòng tròn.
Hai đội tuyển đứng nhất và nhì bảng sẽ vượt qua vòng loại trực tiếp cho trận chung kết. Các đội tham gia vòng play-off sẽ được quyết định dựa trên thành tích của họ trong UEFA Nations League 2022–23.

## Bảng xếp hạng
| VT | Đội           | ST | T | H | B | BT | BB | HS  | Đ  | Giành quyền tham dự                                                  |     | Anh | Ý   | Ukraina | Bắc Macedonia | Malta |
| -- | ------------- | -- | - | - | - | -- | -- | --- | -- | -------------------------------------------------------------------- | --- | --- | --- | ------- | ------------- | ----- |
| 1  | Anh           | 8  | 6 | 2 | 0 | 22 | 4  | +18 | 20 | Giành quyền tham dự vòng chung kết                                   |     | —   | 3–1 | 2–0     | 7–0           | 2–0   |
| 2  | Ý             | 8  | 4 | 2 | 2 | 16 | 9  | +7  | 14 | Giành quyền tham dự vòng chung kết                                   |     | 1–2 | —   | 2–1     | 5–2           | 4–0   |
| 3  | Ukraina       | 8  | 4 | 2 | 2 | 11 | 8  | +3  | 14 | Giành quyền vào vòng play-off, dựa vào thành tích của Nations League |     | 1–1 | 0–0 | —       | 2–0           | 1–0   |
| 4  | Bắc Macedonia | 8  | 2 | 2 | 4 | 10 | 20 | −10 | 8  |                                                                      |     | 1–1 | 1–1 | 2–3     | —             | 2–1   |
| 5  | Malta         | 8  | 0 | 0 | 8 | 2  | 20 | −18 | 0  |                                                                      | 0–4 | 0–2 | 1–3 | 0–2     | —             |       |

1. 1 2  Điểm đối đầu: Ý 4, Ukraina 1.

## Các trận đấu
Lịch thi đấu đã được xác nhận bởi UEFA vào ngày 10 tháng 10 năm 2022, sau lễ bốc thăm một ngày. Thời gian là CET/CEST, như được liệt kê bởi UEFA (giờ địa phương, nếu khác nhau, nằm trong dấu ngoặc đơn).
| Ý             | 1–2      | Anh                           |
| ------------- | -------- | ----------------------------- |
| - Retegui 56' | Chi tiết | - Rice 13' - Kane 44' (ph.đ.) |

| Bắc Macedonia               | 2–1      | Malta        |
| --------------------------- | -------- | ------------ |
| - Elmas 66' - Churlinov 72' | Chi tiết | - Yankam 85' |

| Anh                   | 2–0      | Ukraina |
| --------------------- | -------- | ------- |
| - Kane 37' - Saka 40' | Chi tiết |         |

| Malta | 0–2      | Ý                           |
| ----- | -------- | --------------------------- |
|       | Chi tiết | - Retegui 15' - Pessina 27' |

| Malta | 0–4      | Anh                                                                             |
| ----- | -------- | ------------------------------------------------------------------------------- |
|       | Chi tiết | - Apap 8' (l.n.) - Alexander-Arnold 28' - Kane 31' (ph.đ.) - Wilson 83' (ph.đ.) |

| Bắc Macedonia                    | 2–3      | Ukraina                                       |
| -------------------------------- | -------- | --------------------------------------------- |
| - Bardhi 31' (ph.đ.) - Elmas 39' | Chi tiết | - Zabarnyi 62' - Konoplya 67' - Tsyhankov 83' |

| Ukraina                 | 1–0      | Malta |
| ----------------------- | -------- | ----- |
| - Tsyhankov 72' (ph.đ.) | Chi tiết |       |

| Anh                                                                        | 7–0      | Bắc Macedonia |
| -------------------------------------------------------------------------- | -------- | ------------- |
| - Kane 29', 73' (ph.đ.) - Saka 38', 47', 51' - Rashford 45' - Phillips 64' | Chi tiết |               |

| Ukraina         | 1–1      | Anh          |
| --------------- | -------- | ------------ |
| - Zinchenko 26' | Chi tiết | - Walker 41' |

| Bắc Macedonia | 1–1      | Ý              |
| ------------- | -------- | -------------- |
| - Bardhi 81'  | Chi tiết | - Immobile 47' |

| Ý                   | 2–1      | Ukraina          |
| ------------------- | -------- | ---------------- |
| - Frattesi 12', 29' | Chi tiết | - Yarmolenko 41' |

| Malta | 0–2      | Bắc Macedonia          |
| ----- | -------- | ---------------------- |
|       | Chi tiết | - Elmas 5' - Manev 41' |

| Ukraina                         | 2–0      | Bắc Macedonia |
| ------------------------------- | -------- | ------------- |
| - Sudakov 30' - Karavayev 90+5' | Chi tiết |               |

| Ý                                                       | 4–0      | Malta |
| ------------------------------------------------------- | -------- | ----- |
| - Bonaventura 23' - Berardi 45+1', 63' - Frattesi 90+3' | Chi tiết |       |

| Anh                                    | 3–1      | Ý              |
| -------------------------------------- | -------- | -------------- |
| - Kane 32' (ph.đ.), 77' - Rashford 57' | Chi tiết | - Scamacca 15' |

| Malta       | 1–3      | Ukraina                                                  |
| ----------- | -------- | -------------------------------------------------------- |
| - Mbong 12' | Chi tiết | - Camenzuli 38' (l.n.) - Dovbyk 43' (ph.đ.) - Mudryk 85' |

| Anh                         | 2–0      | Malta |
| --------------------------- | -------- | ----- |
| - Pepe 8' (l.n.) - Kane 75' | Chi tiết |       |

| Ý                                                                     | 5–2      | Bắc Macedonia       |
| --------------------------------------------------------------------- | -------- | ------------------- |
| - Darmian 17' - Chiesa 41', 45+2' - Raspadori 81' - El Shaarawy 90+3' | Chi tiết | - Atanasov 52', 74' |

| Bắc Macedonia | 1–1      | Anh                   |
| ------------- | -------- | --------------------- |
| - Bardhi 41'  | Chi tiết | - Atanasov 59' (l.n.) |

| Ukraina | 0–0      | Ý |
| ------- | -------- | - |
|         | Chi tiết |   |

## Cầu thủ ghi bàn
Đã có 61 bàn thắng ghi được trong 20 trận đấu, trung bình 3.05 bàn thắng mỗi trận đấu.
8 bàn
- Harry Kane

4 bàn
- Bukayo Saka

3 bàn
- Enis Bardhi
- Elif Elmas
- Davide Frattesi

2 bàn
- Marcus Rashford
- Jani Atanasov
- Viktor Tsyhankov
- Domenico Berardi
- Federico Chiesa
- Mateo Retegui

1 bàn
- Trent Alexander-Arnold
- Kalvin Phillips
- Declan Rice
- Kyle Walker
- Callum Wilson
- Darko Churlinov
- Jovan Manev
- Paul Mbong
- Yannick Yankam
- Artem Dovbyk
- Oleksandr Karavayev
- Yukhym Konoplya
- Mykhailo Mudryk
- Heorhiy Sudakov
- Andriy Yarmolenko
- Illya Zabarnyi
- Oleksandr Zinchenko
- Giacomo Bonaventura
- Matteo Darmian
- Stephan El Sharaawy
- Ciro Immobile
- Matteo Pessina
- Giacomo Raspadori
- Gianluca Scamacca

1 bàn phản lưới nhà
- Jani Atanasov (trong trận gặp Anh)
- Ferdinando Apap (trong trận gặp Anh)
- Ryan Camenzuli (trong trận gặp Ukraina)
- Enrico Pepe (trong trận gặp Anh)

## Kỷ luật
Một cầu thủ sẽ bị đình chỉ tự động trong trận đấu tiếp theo cho các hành vi phạm lỗi sau đây:
- Nhận thẻ đỏ (thời gian treo giò có thể kéo dài nếu phạm lỗi nghiêm trọng)
- Nhận ba thẻ vàng trong ba trận đấu khác nhau, cũng như sau thẻ vàng thứ năm và bất kỳ thẻ vàng tiếp theo nào (việc treo thẻ vàng được chuyển tiếp đến vòng play-off, nhưng không phải là trận chung kết hoặc bất kỳ trận đấu quốc tế nào khác trong tương lai)

Các đình chỉ sau đây sẽ được thực hiện xuyên suốt các trận đấu vòng loại:
| Đội tuyển     | Cầu thủ             | Vi phạm | Đình chỉ                                |
| ------------- | ------------------- | --- | --------------------------------------- |
| Anh           | Luke Shaw           | vs Ý (23 tháng 3 năm 2023)                                                                                         | vs Ukraina (26 tháng 3 năm 2023)        |
| Ý             | Giovanni Di Lorenzo | vs Anh (23 tháng 3 năm 2023) · vs Malta (26 tháng 3 năm 2023) · vs Anh (17 tháng 10 năm 2023)                      | vs Bắc Macedonia (17 tháng 11 năm 2023) |
| Malta         | Jean Borg           | vs Estonia tại UEFA Nations League 2022–23 (23 tháng 9 năm 2022)                                                   | vs Bắc Macedonia (23 tháng 3 năm 2023)  |
| Malta         | Steve Borg          | vs Bắc Macedonia (23 tháng 3 năm 2023) · vs Ukraina (19 tháng 6 năm 2023) · vs Bắc Macedonia (12 tháng 9 năm 2023) | vs Ý (14 tháng 10 năm 2023)             |
| Bắc Macedonia | Todor Todoroski     | vs Bulgaria tại UEFA Nations League 2022–23 (26 tháng 9 năm 2022)                                                  | vs Malta (23 tháng 3 năm 2023)          |
| Bắc Macedonia | Visar Musliu        | vs Ukraina (16 tháng 6 năm 2023)                                                                                   | vs Anh (19 tháng 6 năm 2023)            |
| Ukraina       | Ruslan Malinovskyi  | vs Anh (26 tháng 3 năm 2023) · vs Malta (19 tháng 6 năm 2023) · vs Bắc Macedonia (14 tháng 10 năm 2023)            | vs Malta (17 tháng 10 năm 2023)         |